# Вальтер-Бруно Кох
Вальтер-Бруно Кох (нім. Walter-Bruno Koch; 5 червня 1919, Мемель — 5 липня 1990) — німецький офіцер-підводник, оберлейтенант-цур-зее крігсмаріне.

## Біографія
1 жовтня 1938 року вступив на флот. Після проходження навчання з травня 1940 року служив на міноносцях. З 1 листопада 1940 року — вахтовий офіцер на міноносці «Роланд», з того ж місяці — на лінкорі «Гнайзенау». З 7 січня по 15 червня 1941 року пройшов курс підводника. З 16 червня 1941 року — навчальний офіцер 1-го навчального дивізіону підводних човнів. З грудня 1941 року — вахтовий офіцер в 5-й флотилії. В грудні 1942 року направлений на будівництво підводного човна U-309. З 27 січня 1943 року — вахтовий офіцер на U-309, з 2 квітня 1943 по лютий 1944 року — на U-601, на якому взяв участь в семи походах в Північне море. 16-31 березня 1944 року пройшов курс кермування, з 1 квітня по 14 травня — курс командира човна, після чого був направлений на будівництво U-1132. З 24 червня 1944 року — командир U-1132. 5 травня 1945 року наказав затопити човен в рамках операції «Регенбоген». 8 травня 1945 року взятий в полон британськими військами. У вересні 1945 року звільнений.

## Звання
- Кандидат в офіцери (1 жовтня 1938)
- Морський кадет (1 липня 1939)
- Фенріх-цур-зее (1 грудня 1939)
- Оберфенріх-цур-зее (1 серпня 1940)
- Лейтенант-цур-зее (1 квітня 1941)
- Оберлейтенант-цур-зее (1 квітня 1943)

## Нагороди
- Нагрудний знак флоту (16 жовтня 1942)
- Нагрудний знак підводника (липень 1943)
- Залізний хрест 2-го класу (липень 1943)